# دينيس لوكاشوف
دينيس لوكاشوف (بالأوكرانية: Лукашов Денис Іванович) مواليد 30 أبريل 1989 في دونيتسك، الجمهورية الأوكرانية السوفيتية الاشتراكية، هو لاعب كرة سلة أوكراني. بدأ مسيرته الاحترافية في سنة 2008. يلعب في دوري اتحاد في تي بي كلاعب هجوم خلفي. يحمل الرقم 10.

## المسيرة الاحترافية
لعب مع نادي بوديفلنيك لكرة السلة في موسم 2010–2011، ثم لعب مع نادي أزوفماش لكرة السلة في موسم 2013–2014، ثم لعب مع نادي بوديفلنيك لكرة السلة في موسم 2014–2015، ثم لعب مع نادي أفتودور ساراتوف لكرة السلة في موسم 2015–2016، ثم لعب مع ليتوفوس رايتس في سنة 2016، ثم لعب مع ينسي كراسنويارسك في الدوري الروسي في سنة 2016.

## الإنجازات
نادي بوديفلنيك لكرة السلة
- كأس أوكرانيا لكرة السلة: 2010–11

## روابط خارجية
- دينيس لوكاشوف على موقع الاتحاد الدولي لكرة السلة (الإنجليزية)
- دينيس لوكاشوف على موقع كرة السلة الأوروبية.كوم (الإنجليزية)
- دينيس لوكاشوف على موقع ريلجم (الإنجليزية)
- دينيس لوكاشوف على موقع بروبوليرز (الإنجليزية)
- دينيس لوكاشوف على موقع سبورتس رفرنس (الإنجليزية)